# Makdiops montigenus
Makdiops montigenus là một loài nhện trong họ Selenopidae.
Loài này thuộc chi Makdiops. Makdiops montigenus được Eugène Simon miêu tả năm 1889.